# Masakra w Ballymurphy
Masakra w Ballymurphy – seria incydentów w Ballymurphy (dzielnica Belfastu), będących jednymi z wydarzeń konfliktu w Irlandii Północnej, podczas których doszło do śmierci 11 osób cywilnych. Wydarzenia miały miejsce pomiędzy 9 a 11 sierpnia 1971 podczas operacji Demetrius prowadzonej przez 1. batalion 1 Pułku Spadochronowego (1st Battalion, Parachute Regiment) armii brytyjskiej. Celem batalionu było aresztowanie i internowanie osób podejrzanych o powiązania z Irlandzką Armią Republikańską. 
Wydarzenie bywa nazywane również Belfast's Bloody Sunday, jako odniesienie do krwawej niedzieli, wydarzeń, które miały miejsce kilka miesięcy później i w których brał udział ten sam batalion.
Pośród ofiar były m.in. zabite przez snajpera osoby (w tym ksiądz katolicki) udzielające pierwszej pomocy innym rannym. Według brytyjskiej armii otwarcie ognia było odpowiedzią na ostrzał ze strony republikańskich bojówek paramilitarnych.
Ofiarami masakry padli:
- 9 sierpnia:
  - Francis Quinn (19 lat) zabity przez snajpera podczas udzielania pomocy rannemu
  - Hugh Mullan (38 lat) ksiądz katolicki zabity przez snajpera podczas udzielania pomocy rannemu
  - Joan Connolly (50 lat) zmarła w wyniku wykrwawienia od ran postrzałowych
  - Daniel Teggart (44 lata) otrzymał 14 postrzeleń, z czego większość w plecy w pozycji leżącej (dobity)
  - Noel Phillips (20 lat) zastrzelony
  - Joseph Murphy (41 lat) ranny i aresztowany, a następnie zastrzelony w areszcie
- 10 sierpnia
  - Edward Doherty (28 lat) przypadkowa ofiara, zastrzelona podczas spaceru
- 11 sierpnia:
  - John Laverty (20 lat) postrzelony w nogi i plecy
  - Joseph Corr (43 lata) kilkakrotnie postrzelony, zmarł od poniesionych ran kilka dni później
  - John McKerr (49 lat) postrzelony w głowę przez snajpera, zmarł kilka dni później
  - Paddy McCarthy (44 lata) aresztowany, zmarł na atak serca podczas przesłuchania

## Dochodzenie
Pierwotne śledztwo, rozpoczęte w 1972, było krótkie. Prowadzone oddzielnie w odniesieniu do każdej z ofiar, nie przyniosło jednoznacznych rezultatów. Rodziny ofiar nie otrzymały żadnego  zadośćuczynienia finansowego i moralnego. W 2002 roku rodziny ofiar rozpoczęły kampanię, w której domagały się wszczęcia niezależnego, międzynarodowego dochodzenia dotyczącego okoliczności każdego zgonu, wydania przez brytyjski rząd oświadczenia o niewinności ofiar oraz publicznych przeprosin. W 2014 roku rząd Wielkiej Brytanii odrzucił ponowne rozpatrzenie sprawy. 
W listopadzie 2018 roku rozpoczęto kolejne dochodzenie. Trwało ono prawie 3 lata. Tym razem rozpatrywano wszystkie zabójstwa i powiązane z nimi wątki jako całość. W ciągu prawie 100 dni śledczy przesłuchali ponad 150 świadków i ekspertów, spośród których ponad 60 stanowili byli brytyjscy żołnierze. Pozostali to cywile oraz eksperci sądowi. 11 maja 2021 roku, w zaprezentowanych oficjalnie jego rezultatach ogłoszono, że żadna z ofiar nie była uzbrojona, a za śmierć co najmniej 9 z nich ponoszą odpowiedzialność żołnierze 1 Pułku Spadochronowego. Prowadząca dochodzenie sędzia Siobhan Keegan przyznała, że do opisywanych wydarzeń doszło w wysoce naładowanym emocjami i trudnym środowisku, jednak jak podkreśliła: To co jest bardzo jasne, to fakt, że wszyscy objęci dochodzeniem zabici byli całkowicie niewinni jakiegokolwiek wykroczenia w dniu, o którym mowa. Stwierdzenie to zostało z aplauzem przyjęte przez obecne podczas prezentowania wyników dochodzenia członków rodzin ofiar masakry. 
Przyjmujemy do wiadomości ustalenia koronera, które były długo oczekiwane przez pogrążone w żałobie rodziny zmarłych, personel wojskowy i ich krewnych. Zdajemy sobie sprawę z tego, jak trudny był to proces dla wszystkich, których dotknęły wydarzenia z sierpnia 1971 r. i śledztwo. Poświęcimy teraz czas na zapoznanie się z raportem i starannie rozważymy wyciągnięte wnioski – oświadczył w reakcji na wyniki dochodzenia brytyjski rząd.
W przedstawionej dzień wcześniej (10 maja 2021) mowie tronowej Elżbiety II, w planach legislacyjnych na najbliższy rok znalazła się zapowiedź ustawy, która zajmie się dziedzictwem przeszłości. Według niepotwierdzonych informacji, zgodnie z nią, sprawcy przestępstw popełnionych w czasie konfliktu w Irlandii północnej (zarówno z jednej jak i z drugiej strony) do czasu zawarcia porozumienia wielkopiątkowego z 1998 roku nie będą podlegać odpowiedzialności karnej. 

## Galeria

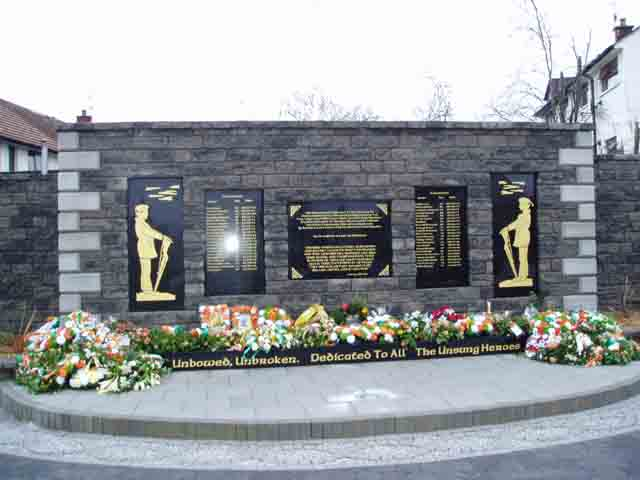
Belfast. Pomnik ofiar masakry
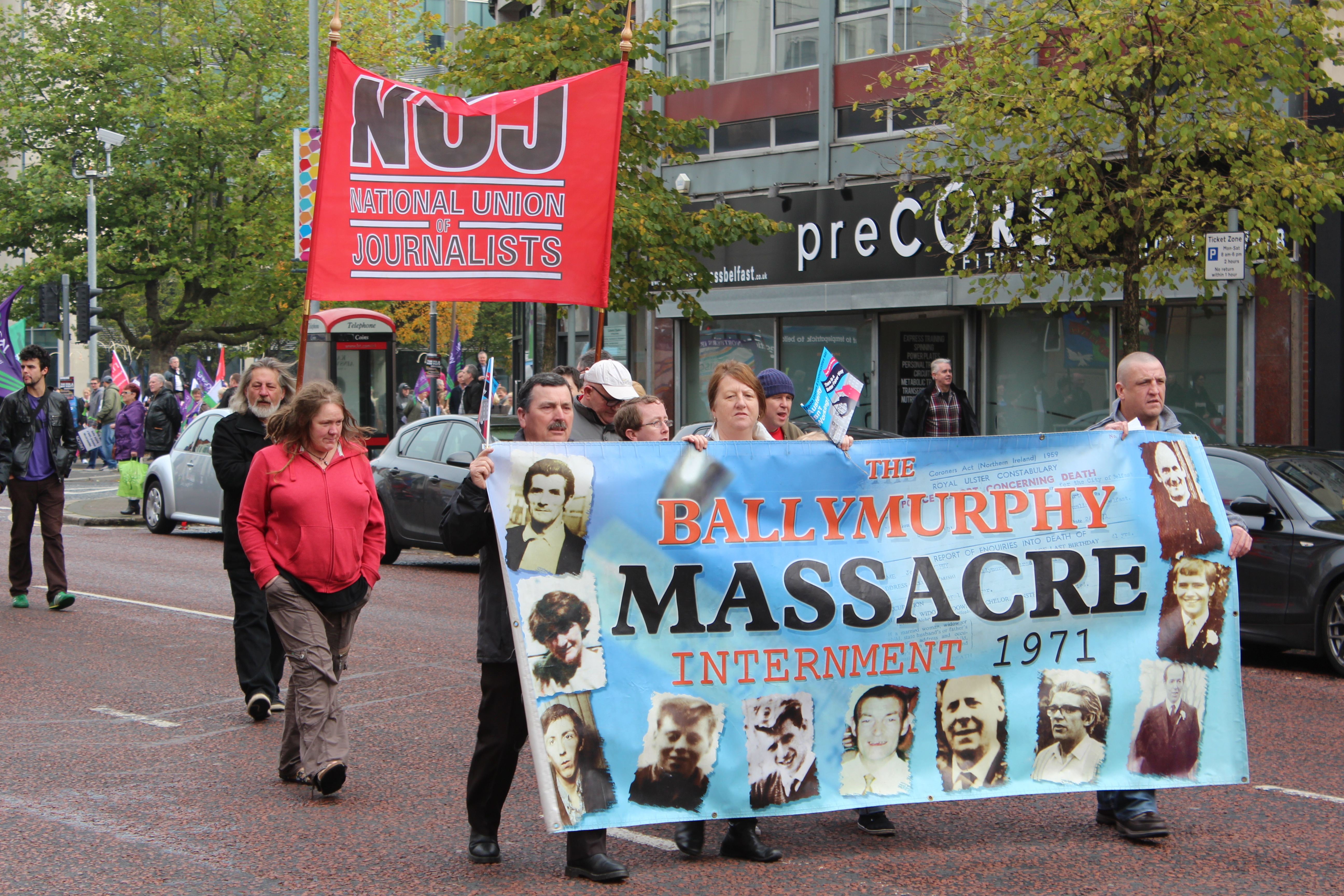
Belfast 2012. Ofiary masakry w Ballymurphy na transparencie marszu związkowców.